# Riva San Vitale
Riva San Vitale (lmo. Riva San Vidaa) − miejscowość i gmina (comune) w południowej Szwajcarii, w kantonie Ticino, w okręgu (distretto) Mendrisio, siedziba administracyjna powiatu (circolo) Riva San Vitale. Leży nad rzeką Laveggio oraz jeziorem Lago di Lugano.

## Demografia
W Riva San Vitale mieszka 2 646 osób. W 2021 roku 18,4% populacji gminy stanowiły osoby urodzone poza Szwajcarią. 